# Castillo de Puivert

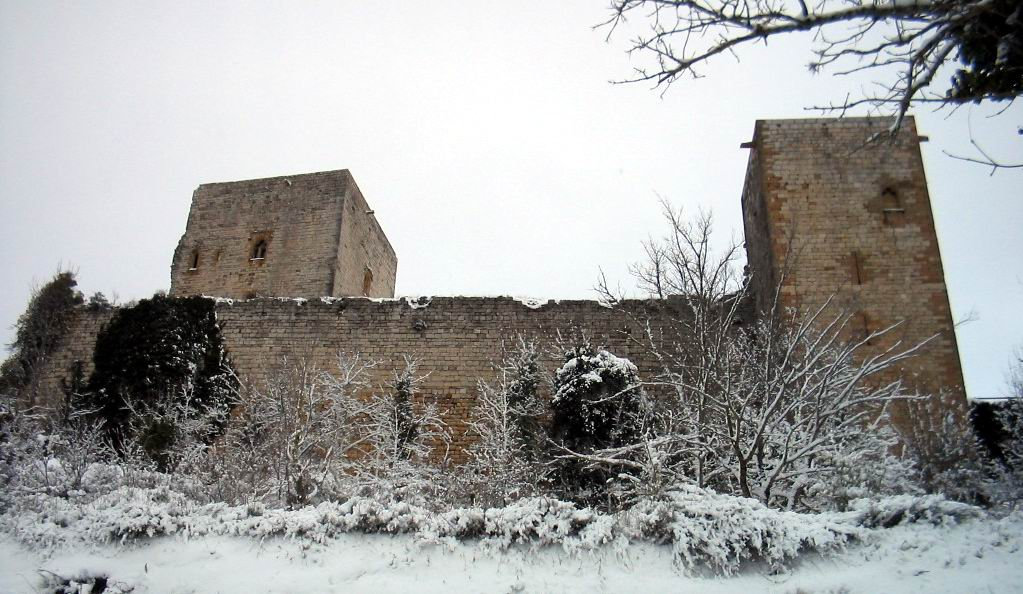
Castillo de Puivert.

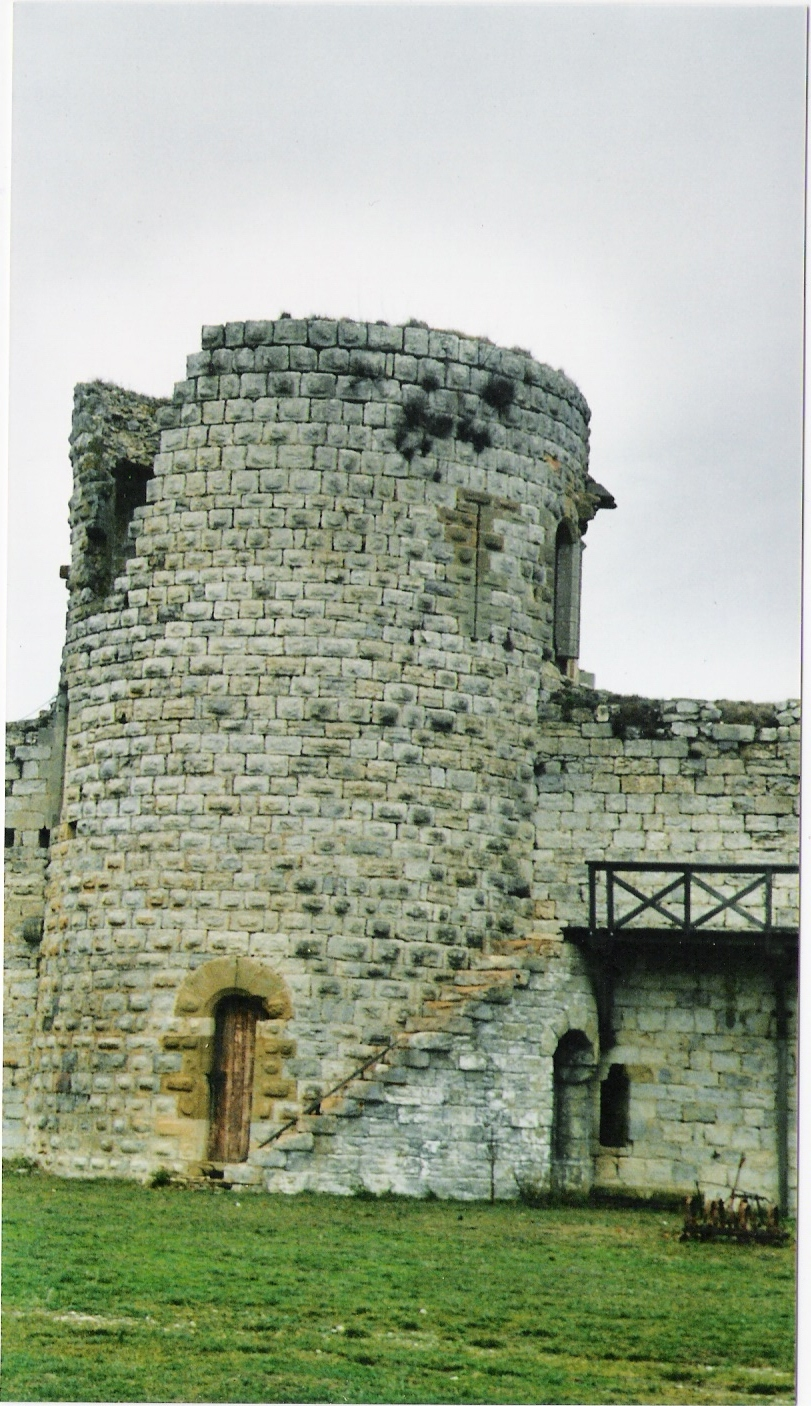
Una de las torres del castillo de Puivert.

El castillo de Puivert es un castillo cátaro ubicado en el pueblo de Puivert, en el departamento francés del Aude. Se encuentra asentado sobre una colina que domina el pueblo y el lago que se extiende a sus pies, a una altitud de 605 metros. Se encuentra a 60 km al sur de Carcasona y 45 km al este de Foix.

## Historia
Situado en la línea divisoria de las aguas del océano Atlántico y del mar Mediterráneo, Puivert fue un muy importante señorío del Quercorb durante la Edad Media.
En el año 1170, durante uno de los numerosos encuentros de trovadores que solían acudir a Puivert, Pere d'Auvergne escribió un poema satírico en occitano antiguo con las palabras siguientes:

Lo vers fo fatz als enflabotz, a Puich-vert tor jugan rizen

La primera familia señorial conocida de Puivert fue la familia Congost, con diversos miembros adeptos a la religión cátara.
Hacia el año 1208 Alpaïs, la esposa del señor de Puivert, muere asistida por perfectos cátaros; su marido, Bernat de Congost, también recibe el sacramento cátaro (consolamentum) cuando muere en el año 1232 en el castillo de Montségur, donde se había refugiado.
En el año 1210, al principio de la cruzada contra los albigenses, el ejército cruzado dirigido por Simón de Montfort encuentra resistencia en Puivert, tomando finalmente el castillo tras un asedio de tres días.
En el año 1310 el matrimonio de Thomas de Bruyéres con Isabelle de Melun contribuye a la ampliación y embellecimiento del castillo.
A principios del siglo XIV, Puivert y la región de Quercorb fueron instituidos como 'Tierra privilegiada', eso significaba que sus habitantes estaban exentos de pagar censos reales, pero tenían que guardar los castillos de la región. El estatuto de Tierra privilegiada duró hasta la Revolución francesa, a finales del siglo XVIII.

## Arquitectura
La fortaleza de Puivert está situada sobre una colina de 605 m de altura y domina un verde y hermoso valle. Para acceder a la fortaleza, era necesario atravesar un puente levadizo suspendido sobre un foso. Una segunda defensa consistía en una torre-puerta cuadrada. La entrada está coronada con el blasón de la familia de Bruyéres, y representa un león con la cola anudada. La torre permite acceder al patio principal, de 80 m x 40 m, rodeado por seis torres y una muralla. En el ángulo noroeste encontramos una poterna, denominada Puerta de Chalabre.

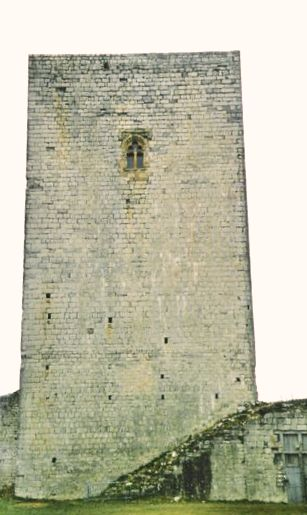
Torre del homenaje del castillo de Puivert.

La torre del homenaje se encuentra situada en el centro de la fortaleza; tiene una altura de 35 m y 15 m de lado y cuenta con cuatro salas que se superponen. En la base hay una sala baja, que tiene solamente una obertura; el acceso a las otras tres salas se hace sobre una pasarela de hierro. Una escalera de caracol permite descubrir la sala de vigía en la segunda planta. Las dos últimas consisten en salas de vueltas, hechas con cruceros ojivales.
La primera, que servía como capilla, está adornada con figuras que representan unos personajes con filacterios, cuenta también con un altar muy hermoso. La sala más alta es la llamada Sala de los Músicos y allí está la parte más notable del torreón, pues está adornada con figuras que representan ocho músicos tocando diferentes instrumentos: cornamusa, viola de arco, laúd, flauta y tambor, órgano, salterio, rabel y cítara.
Desde no hace mucho es posible acceder a la terraza que corona la torre, pudiendo contemplarse desde la misma unas vistas impresionantes, así como el lago no lejos de allí.
La residencia del señor, que ya no existe, estaba situada detrás de la torre del homenaje, al Oeste. Tenía diversas plantas y convertía el castillo de Puivert en una fortaleza señorial bastante grande. Debido a su elegante arquitectura, el castillo de Puivert parece menos una fortaleza estratégica que una residencia para el recreo.
En la actualidad se están llevando a cabo excavaciones arqueológicas en la zona exterior a fin de restaurar y recuperar vestigios del que fue el antiguo castillo de los siglos XI y XII.

## Curiosidades
En la película "The ninth gate" de 1999 ("La novena puerta") de Roman Polanski, basada en la novela "El Club Dumas" de Arturo Pérez-Reverte, precisamente se usa este mismo castillo como si fuese la localización física en el mundo real del castillo que aparece dibujado en el Grabado Nro.9 del libro de Aristide Torchia, "De vmbrarvm regni novem portis".